# Batalla de Pfaffenhofen
La Batalla de Pfaffenhofen se libró el 15 de abril de 1745 entre Francia y Austria. Los austriacos, bajo Károly József Batthyány superados en número, derrotaron a los franceses bajo el mando del Henri François, comte de Ségur, terminando la guerra en Baviera

## Preludio
En octubre de 1744, el ejército Franco-Bávaro había conseguido, en coordinación con Prusia, repeler a los austriacos de Baviera, Y para reinstalar a Carlos VII, Príncipe elector de Baviera y emperador del Sacro Imperio Romano, en su capital, Múnich. Aquí murió tres meses después. Su hijo y heredero de 18 años, Maximiliano III José de Baviera, dudaba entre el partido de la paz, liderado por su madre María Amalia, emperatriz del Sacro Imperio Romano y el comandante del ejército Friedrich Heinrich von Seckendorff, y el War-Party, liderado por el ministro de Relaciones Exteriores, el general Ignaz von Törring y el enviado francés Chavigny.
Esto obstaculizó las negociaciones de paz en curso, por lo que María Teresa ordenó al ejército austríaco iniciar una nueva ofensiva para presionar a los negociadores bávaros. Ambergy Vilshofen fueron tomadas y el ejército bávaro bajo Törring, junto con sus aliados franceses, de Hesse y del Palatinado, fueron empujados a la defensiva.
Törring decidió retirar a sus tropas bávaras y Hessias detrás del  Río Lech. El comandante del ejército francés, Henri François de Ségur, no fue informado de esta maniobra y esperó, desprevenido y sin protección, cerca de Pfaffenhofen, a los refuerzos del Palatinado bajo el mando del general Zastrow, que llegaron el 14 de abril. Al día siguiente, Ségur también decidió retirarse detrás del Lech. Para entonces, los austríacos, conscientes de la posición aislada de los franceses, habían llegado a Pfaffenhofen con una fuerza mayor que la de los franceses.

## La Batalla
Primero los Austriacos atacaron el pueblo de Pfaffenhofen y se encontraron con las fuerzas francesas. Pero los austriacos fueron tomando el pueblo casa por casa, los Pandurs croatas infligieron numerosas bajas a los defensores franceses.
Mientras tanto, François de Ségur había improvisado apresuradamente una posición defensiva alrededor de una colina al oeste de la ciudad. Pero, cuando más y más tropas austríacas, incluida la fuerza principal bajo el mando de Batthyány, llegaron al campo de batalla, Ségur se vio obligado dos veces a retirar su ejército para evitar el cerco. Cuando se dio la señal de retirada general, cundió el pánico entre las tropas del Palatinado y huyeron. Ségur tuvo grandes dificultades para evitar que el pánico se extendiera entre sus tropas francesas.
La retirada fue hostigada por los Pandurs y la caballería ligera de húsares, que infligieron numerosas bajas.
Solo después de que los franceses y los palatinos cruzaron el río Paar en  Hohenwart a las 18:00, los austríacos abandonaron su persecución. El ejército derrotado llegó a Rain al día siguiente a las 11:00 y estableció un campamento. Pero, a la mañana siguiente, apareció el ejército austríaco, y los aliados huyeron cruzando el río Lech, dejando atrás todo su material. Solo la quema del puente evitó un desastre total para los aliados.
Ségur perdió muchas tropas y material, pero su mantenimiento de la disciplina había prevenido la destrucción total de su ejército.

## Consecuencias
El día después de la derrota, Törring fue destituido y el partido de la paz prevaleció. Una semana después, Maximiliano III José de Baviera concluyó el Tratado de Füssen con Austria.
Maximiliano reconoció la Pragmática Sanción. También abandono los reclamos de sus padres en Bohemia y la corona imperial, y prometió apoyar la candidatura imperial del esposo de María Teresa, Francisco I, quien de hecho se convirtió en emperador el 13 de septiembre de 1745
La batalla de Pfaffenhofen eliminó a Baviera y Bohemia como uno de los cuatro teatros de la guerra de sucesión austríaca, desplegando tropas para la guerra Silesia, Italia y los Países Bajos Austríacos.